# Myripnois dioica
Myripnois dioica Bunge, 1833 è una specie di piante angiosperme dicotiledoni della famiglia delle Asteraceae. È l'unica specie del genere Myripnois Bunge, 1833.

## Descrizione
Myripnois dioica ha un portamento arbustivi dioico. I fusti possono essere semplici o ramificati (altezza massima 0,6 - 1,6 metri).
Le foglie lungo il caule normalmente sono picciolate e a disposizione alternata e sparsa, oppure formano verticilli (1 - 5 foglie) su brachiblasti. La forma delle lamine è varia: intera e semplice con contorno da lanceolato a ovato o ellittico e bordi che possono essere continui o dentati e apici mucronati. Le venature sono palmate o pennate. Le stipole sono assenti. Lunghezza del picciolo: 3 – 5 mm. Dimensione della foglia: 2-6 x 1–2 cm.
Le infiorescenze sono composte da capolini terminali e solitari (diametro capolini: 7 – 10 mm), sessili o brevemente peduncolati (lunghezza del pedunclo 8 mm) su brachiblasti, sottesi da alcune brattee disposte su 2 - 3 serie. I capolini, maschili e femminili (quelli maschili sono più piccoli), di tipo discoide e omogami, sono formati da un involucro a forma da strettamente campanulata a cilindrica (diametro involucro: 6 – 8 mm) composto da brattee (o squame) all'interno delle quali un ricettacolo fa da base ai fiori. Le brattee (da 5 a 7) disposte su 2 - 3 serie (raramente sono uniseriate) in modo non embricato sono di vario tipo a consistenza fogliacea oppure membranosa o coriacea (lunghezza delle brattee: 8 – 10 mm). Il ricettacolo, piccolo, in genere è nudo (privo di pagliette).
I fiori sono tetra-ciclici (ossia sono presenti 4 verticilli: calice – corolla – androceo – gineceo) e pentameri (ogni verticillo ha 5 elementi). I fiori femminili non hanno le antere, ma sono fertili. Quelli maschili sono privi dell'achenio.
- Formula fiorale:

*/x K {\displaystyle \infty }, [C (5), A (5)], G 2 (infero), achenio
- Calice: i sepali del calice sono ridotti ad una coroncina di squame.
- Corolla: nei fiori femminili la corolla è pentalobata con una profonda insenatura tra quattro lobi e il quinto (talvolta può essere subligulata); nei fiori maschili sono presenti tre labbra irregolari (due coppie di lobi corti e il quinto allungato); i colori sono porpora. Lunghezza delle corolle: 13 mm.
- Androceo: gli stami sono 5 con filamenti liberi, glabri o papillosi e distinti, mentre le antere sono saldate in un manicotto (o tubo) circondante lo stilo. Le antere in genere hanno una forma sagittata con base caudata, troncata o arrotondata o apicolata. Il polline normalmente è tricolporato a forma sferica o schiacciata ai poli.
- Gineceo: lo stilo è filiforme e bilobo, glabro in basso e brevemente peloso in alto. Alla base dello stilo è presente un nettario, altrimenti il nodo basale è assente. I due stigmi sono divergenti e corti. L'ovario è infero uniloculare formato da 2 carpelli. L'ovulo è unico e anatropo.

I frutti sono degli acheni con pappo. La forma dell'achenio in genere è fusiforme (da oblunga a obovata) con coste oppure con 9 - 10 venature (dimensione: 7 mm); la superficie è glabra o setolosa. Nei fiori maschili gli acheni sono abortivi. Il pericarpo può essere di tipo parenchimatico, altrimenti è indurito (lignificato) radialmente. Il carpoforo (o capopodium - il ricettacolo alla base del gineceo) è anulare. Il pappo (raramente assente) è formato setole (barbate o subpiumose), decidue o persistenti (lunghezza del pappo: 7 – 10 mm), e sono direttamente inseriti nel pericarpo o connati in un anello parenchimatico posto sulla parte apicale dell'achenio.
Fioritura: aprile - maggio.

## Biologia
- Impollinazione: l'impollinazione avviene tramite insetti (impollinazione entomogama tramite farfalle diurne e notturne).
- Riproduzione: la fecondazione avviene fondamentalmente tramite l'impollinazione dei fiori (vedi sopra).
- Dispersione: i semi (gli acheni) cadendo a terra sono successivamente dispersi soprattutto da insetti tipo formiche (disseminazione mirmecoria). In questo tipo di piante avviene anche un altro tipo di dispersione: zoocoria. Infatti gli uncini delle brattee dell'involucro si agganciano ai peli degli animali di passaggio disperdendo così anche su lunghe distanze i semi della pianta.

## Distribuzione e habitat
Questa specie vegeta in luoghi aperti sui pendii delle montagne a quote variabili di 100 - 600 metri sul livello del mare. Località: Cina e Mongolia.

## Tassonomia
La famiglia di appartenenza di questa voce (Asteraceae o Compositae, nomen conservandum) probabilmente originaria del Sud America, è la più numerosa del mondo vegetale, comprende oltre 23.000 specie distribuite su 1.535 generi, oppure 22.750 specie e 1.530 generi secondo altre fonti (una delle checklist più aggiornata elenca fino a 1.679 generi). La famiglia attualmente (2021) è divisa in 16 sottofamiglie.

### Filogenesi
La posizione della sottofamiglia Pertyoideae, nell'ambito delle Asteraceae, è abbastanza centrale: tra le sottofamiglie Hecastocleidoideae e Tarconanthoideae; ed è caratterizzata da erbe aromatiche, peli conici e multicellulari, corolle non chiaramente bilabiate (irregolarmente divise), polline tricolpato con spine solide, stigmi abbastanza corti e pelosi nella parte abassiale e pappo spesso uniseriato.
In precedenti trattamenti questa specie è stata inclusa nella tribù Mutisieae (Pertya Group). In particolare era circoscritta all'interno del genere Pertya. Studi più recenti confermano l'appartenenza di questa specie al gruppo delle Asteraceae.
Il periodo di separazione della sottofamiglia varia da 38 a 2 milioni di anni fa.